# Sonne
"Sonne" je pesma nemačkog industrial metal sastava Ramštajn, objavljena kao prvi singl s trećeg studijskog albuma sastava Mutter.

## O pesmi
Objavljena je 21. februara 2001, te je prvobitno napisana kao pesma za ulazak u ring ukrajinskog boksera Vitalija Klička.

## Lista pesama
1. "Sonne" - 4:32
2. "Adios" - 3:48
3. "Sonne" (Clawfinger K.O. Remix) - 4:11
4. "Sonne" (Clawfinger T.K.O. Remix) - 5:52
5. "Sonne" (Instrumental) - 4:31